# Danglesbach
Der Danglesbach (tschechisch Spálenecký potok) ist ein rechter Zufluss des Chamb in Tschechien und Deutschland.

## Verlauf
Der Spálenecký potok entspringt südwestlich von Šnory. Seine Quelle befindet sich am nordöstlichen Fuße des Spálený vrch (Brennteberg, 668 m) im Naturpark Český les. An seinem Oberlauf fließt der Bach in südöstlicher, später südlicher Richtung durch ein ausgedehntes Waldgebiet, das er in der Wüstung Stříbrné Domky (Silberhäusl) verlässt. Sein weiterer Lauf führt durch die Wüstung Tavírna (Schmelzhütte) und dann zwischen Nový Spálenec (Neuprennet), Starý Spálenec (Altprennet) und Maxov (Maxberg) hindurch in die Wüstung Slatiny (Traxelmoos). Dort überquert der Bach die tschechisch-deutsche Grenze und wird fortan Danglesbach genannt. Vorbei an Gaishof, Baymühle, Daberg und Ösbühl erreicht der Danglesbach nordwestlich von Kleinaign den Drachensee. Nach knapp zehn Kilometern mündet er im Drachensee in den Chamb.
Der tschechische Anteil des Bachlaufes hat eine Länge von 4,1 Kilometern, das Einzugsgebiet des Spálenecký potok umfasst in Tschechien 7,6 km². In Deutschland hat der Bach eine Länge von 5,35 Kilometern.

## Zuflüsse
- Sixenbach (r), bei Gaishof
- Plassendorfer Bach (r), östlich von Klöpflesberg